# Riesenplanet

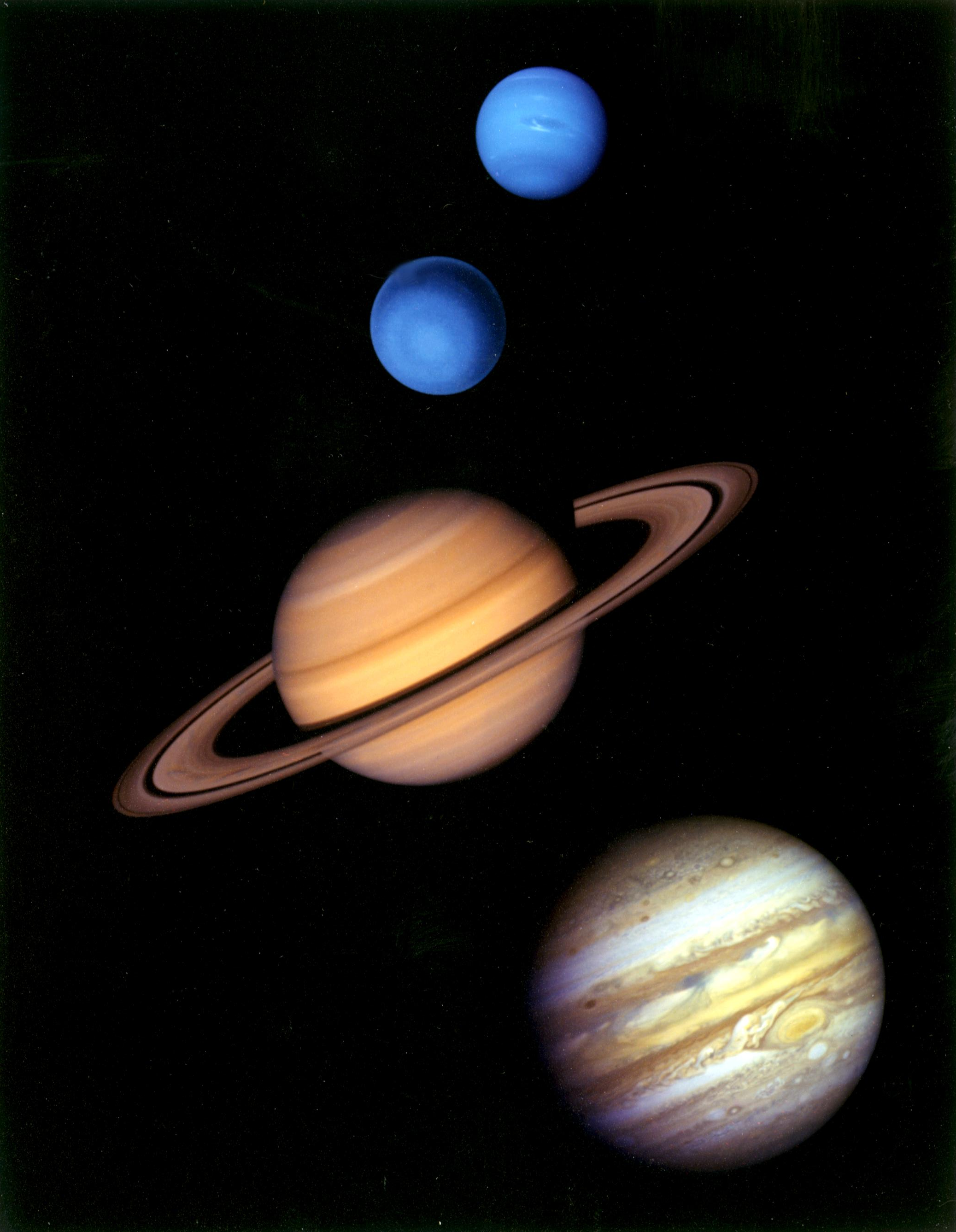
Die vier Riesenplaneten des Sonnensystems (von unten nach oben): Jupiter, Saturn, Uranus und Neptun

Ein Riesenplanet ist jeder Planet oder Exoplanet, der viel größer als die Erde ist. Riesenplaneten bestehen typischerweise vorwiegend aus Stoffen mit niedrigem Kondensationspunkt und weniger aus Gestein und Metallen. Jedoch gibt es auch feste Riesenplaneten. Im Sonnensystem gibt es vier bekannte Riesenplaneten: Jupiter, Saturn, Uranus und Neptun. Bei der Suche nach dem hypothetischen Planet Neun geht man auch von einem Riesenplaneten aus. Unter den bisher bekannten Exoplaneten, die andere Sterne umkreisen, wurden viele Riesenplaneten gefunden.
Nicht-feste Riesenplaneten werden auch Gasriesen genannt. Während dieser Begriff lange Zeit alle vier Riesenplaneten des Sonnensystems einschloss, wenden viele Astronomen den Begriff Gasriese heute nur noch auf Jupiter und Saturn an und klassifizieren Uranus und Neptun, die eine andere Zusammensetzung haben, als Eisriesen. Jupiter und Saturn bestehen hauptsächlich aus Wasserstoff und Helium, während Uranus und Neptun hauptsächlich aus Wasser, Ammoniak und Methan bestehen. Beide Bezeichnungen, Gasriesen und Eisriesen, sind potenziell missverständlich: Die Planeten beider Typen sind hauptsächlich aus Stoffen aufgebaut, die in einem Zustand hohen Drucks und hoher Temperatur über ihren jeweiligen kritischen Punkten sind, wo es keine Unterscheidung zwischen der flüssigen und gasförmigen Phase gibt und stattdessen ein heißes überkritisches Fluid herrscht.
Eine weitere Bezeichnung für nicht-feste Riesenplaneten ist jovianische Planeten. Das Adjektiv jovianisch bedeutet „jupiterähnlich“.

## Abgrenzung
Es gibt kein festes Kriterium, ab welcher Größe ein (Exo-)planet als Riesenplanet gilt. Bei den acht bekannten Planeten des Sonnensystems herrscht Einigkeit, dass die vier äußeren in diese Kategorie fallen und die vier inneren nicht.
Gasriesen können massereicher als Jupiter sein. Man nennt sie dann Super-Jupiter. Allerdings können sie im Radius bzw. Durchmesser nicht wesentlich größer als Jupiter werden, denn bei steigender Masse nimmt aufgrund der stärkeren Gravitationswirkung ihre Dichte zu und dabei wird ihr Radius kaum größer. Ab einer bestimmten Grenze, die ungefähr bei 13 Jupitermassen liegt, fusioniert im Inneren Deuterium. Man spricht dann nicht mehr von (Exo-)planeten, sondern von Braunen Zwergen. Jedoch bereits unterhalb der Deuteriumsfusion sprechen manche Astronomen bereits von „Braunen Zwergen niedriger Masse“ bzw. Sub-Brown Dwarfs. Es gibt kein anerkanntes Abgrenzungskriterium von Riesenplaneten bzw. massereichen Objekte planetarer Masse und diesen. Nach einer Betrachtungsweise unterscheidet man sie nach ihrer Entstehungsart (Entstehungskriterium), nach einer anderen Betrachtungsweise nach der in ihnen herrschenden physikalischen Vorgänge (Fusionskriterium).

## Terminologie
Der Begriff Gasriese wurde 1952 vom Science-Fiction-Autor James Blish geprägt und bezog sich ursprünglich auf alle vier damals bekannten Riesenplaneten. „Gasriese“ ist etwas irreführend, denn im größten Teil dieser Planeten sind die Temperatur und die Dichte so hoch, dass die Materie dort nicht im gasförmigen Zustand ist. Von den gasförmigen oberen Schichten der Atmosphäre und von einem möglichen festen Kern abgesehen ist alle Materie in einem solchen Planeten im überkritischen Zustand, wo zwischen flüssig und gasförmig kein Unterschied herrscht. Fluider Planet wäre somit ein treffenderer Begriff.
Der Begriff Gasriese hat sich dennoch etabliert, weil er mit einem speziellen Sprachgebrauch von Planetologen zusammenpasst. Planetologen verwenden die Kategorienbegriffe „Gesteine“, „Eise“ und „Gase“, um Elemente und Verbindungen zu klassifizieren, aus denen Planeten vorwiegend aufgebaut sind, unabhängig davon, in welchem Aggregatzustand diese tatsächlich vorliegen. Silikate und Metalle werden als „Gesteine“ bezeichnet, Wasser, Ammoniak und Methan werden als „Eise“ bezeichnet, und Wasserstoff und Helium als „Gase“. Dies ist also ein anderer Sprachgebrauch als die sonst übliche Bedeutung der Wörter Gestein, Eis und Gas. Wegen dieses Sprachgebrauchs begannen einige Astronomen, die Planeten Uranus und Neptun als Eisriesen zu bezeichnen, weil bekannt wurde, dass sie nur außen, aber insgesamt nicht vorwiegend aus „Gasen“ (im planetologischen Sinne) bestehen.

## Untertypen

### Gasriesen

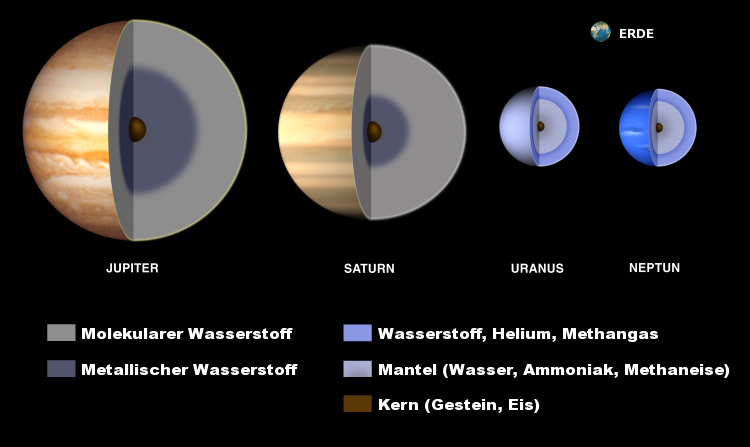
Innerer Aufbau der vier Riesenplaneten des Sonnensystems

Gasriesen bestehen hauptsächlich aus Wasserstoff und Helium. Die Gasriesen des Sonnensystems, Jupiter und Saturn, enthalten außerdem schwerere Elemente, die zwischen 3 und 13 Prozent ihrer Masse ausmachen.
Man nimmt an, dass Gasriesen einen Mantel aus molekularem Wasserstoff haben, die eine innere Schicht aus flüssigem metallischem Wasserstoff umgibt, welche den Großteil des Planeten ausmacht. Diese Hochdruckmodifikation des Wasserstoffs wird „metallisch“ genannt, weil sie elektrisch leitfähig ist. Noch tiefer gibt es möglicherweise einen geschmolzenen Gesteinskern aus schwereren Elementen, wobei dieser derart hohen Drücken und Temperaturen ausgesetzt ist, dass seine Eigenschaften noch kaum verstanden sind.
Auch Hot Jupiter zählen zu den Gasriesen.

### Eisriesen
Eisriesen sind kleiner, masseärmer und deutlich anders als Gasriesen aufgebaut. Die Eisriesen des Sonnensystems, Uranus und Neptun, besitzen eine wasserstoffreiche Atmosphäre, die von den oberen Wolkenschichten bis hinunter auf etwa 80 % (Uranus) oder 85 % (Neptun) des Planetenradius reicht. Unterhalb davon bestehen sie hauptsächlich aus Wasser, Methan und Ammoniak, also planetologisch als „Eise“ kategorisierten Stoffen. Daneben enthalten sie in den tieferen Schichten auch „Gesteine“ und „Gase“, aber die genaue Zusammensetzung ist noch unbekannt.
Die Atmosphären von Uranus und Neptun sind nebelig und durch kleine Anteile von Methan blaugrün gefärbt. Beide Planeten haben Magnetfelder, die deutlich gegen ihre Rotationsachse geneigt sind. Uranus besitzt mehr Wasserstoff und Helium als Neptun, ist aber insgesamt masseärmer. Neptun ist somit dichter; er hat auch deutlich höhere innere Temperaturen und eine wesentlich aktivere Atmosphäre mit hohen Windgeschwindigkeiten. Nach dem Nizza-Modell hat sich Neptun ursprünglich näher an der Sonne als Uranus entwickelt und sollte dementsprechend mehr schwere Elemente enthalten.
Alle vier bekannten Gasriesen und Eisriesen des Sonnensystems besitzen Ringsysteme aus Eis- oder Gesteinspartikeln mit vielen Monden, wobei die Ringe des Saturn am deutlichsten ausgebildet sind, gefolgt von den Ringen des Uranus.
Auch Hot Neptunes zählen zu den Eisriesen.

### Sehr große Gesteinsplaneten

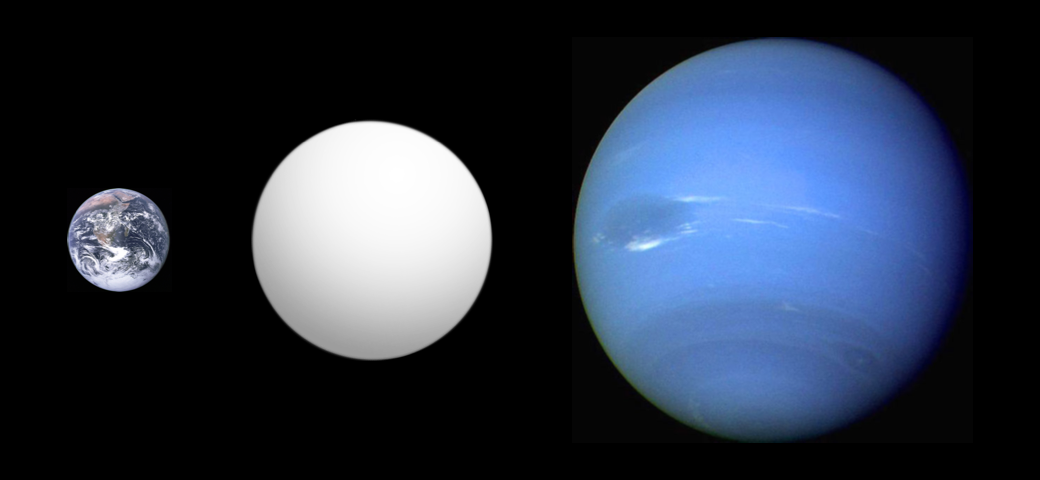
Die Erde, Kepler-10c und Neptun im Größenvergleich

Es gibt auch sehr große Gesteinsplaneten, zum Beispiel Kepler-10c. Dieser wurde als Prototyp für eine neue Planetenklasse vorgeschlagen, die umgangssprachlich Mega-Erde genannt wird; eine Steigerung des umgangssprachlichen Begriffs Supererde.
Um massereiche Sterne (B-Sterne und O-Sterne mit 5 bis 120 Sonnenmassen) könnten sich möglicherweise Gesteinsplaneten mit bis zu tausenden von Erdmassen bilden, wenn deren protoplanetare Scheibe bei der Entstehung des Sternsystems ausreichend schwere Elemente enthält. Solche Sterne könnten auch ausreichend hohe UV-Strahlung und Sternwinde haben, um ihre Planeten ihrer Atmosphären mittels Photoevaporation zu berauben, so dass nur die schweren Elemente übrig bleiben.

### Zuckerwatte-Planet
Ein Zuckerwatte-Planet englisch Super-Puff ist ein Exoplanet mit einer Masse, die nur ein paar Mal größer ist als die der Erde, aber einem Radius, der größer ist als Neptun. Er hat also eine sehr niedrige durchschnittliche Dichte. Super-Puffs sind kühler und masseärmer als die Hot Jupiter mit ihren thermisch expandierten Atmosphären.
Die extremsten bekannten Beispiele sind die drei Planeten um Kepler-51, die alle Jupiter-Größe haben.